# Kozo Arai
Pour les articles homonymes, voir Arai (homonymie).
Kozo Arai (荒井 公三, Arai Kozo, né le 24 octobre 1950 à Hiroshima au Japon) est un footballeur japonais.